# Matteo Plateario
Matteo Plateario il Vecchio, detto Arcimatteo (Salerno, XI secolo – XII secolo), è stato un medico italiano.
La figura di questo medico, che appartiene a uno dei periodi di maggior splendore della Scuola medica salernitana, è legata a varie opere, che hanno permesso a Salvatore De Renzi di documentare l'esistenza di un'attività ben strutturata di insegnamento all'inizio del Duecento nella Schola salernitana.
Fu uno dei Quattuor magistri a cui si deve la stesura di un'importante silloge delle più notevoli conoscenze chirurgiche della scuola salernitana, le cosiddette Pillole dei Quattro maestri. Il suo nome è poi legato alla già Practica Archimathei e al De instructione medici secundum Archimatheum (quest'ultimo scoperto da Charles Victor Daremberg), entrambi pubblicati dal De Renzi nella sua Collectio Salernitana.
Fu Salvatore De Renzi a delinearne in modo distinto la fisionomia, riconoscendo l'identità tra quell'Arcimatteo, conosciuto dalla Practica Archimathei, e il Matteo Plateario il Vecchio, conosciuto dalle citazioni fatte da Matteo Plateario il Giovane (suo figlio) e Giovanni Plateario il Giovane (suo fratello).